# 健部伸明
健部 伸明（たけるべ のぶあき、1966年 - ）は日本のゲームライター、ゲームデザイナー。青森県弘前市出身。青森県立弘前高等学校卒業、中央大学文学部史学科（東洋史学専攻）中退。
日本アイスランド学会、弘前ペンクラブ、特定非営利活動法人harappa会員。CMON Japanディレクター。和製非電源ゲームの海外啓蒙団体人Japon Brand代表理事。
弘前文学学校講師。

## 略歴
1980年代半ば、ゲーム製作会社オーアールジーに所属し新和版ダンジョンズ&ドラゴンズの翻訳に携わる。1980年代後半よりはライター集団怪兵隊の設立メンバーとなり、新紀元社のゲーマー向けのファンタジー解説本『Truth in Fantasy』シリーズを共著。1993年、ゲーム製作会社ファーイースト・アミューズメント・リサーチ(F.E.A.R.)の設立メンバーとなる(現在は退社)。バンタングループのゲーム関連スクール講師を経て、現在はフリーランス。主にボードゲームに携わっている。
テーブルトークRPGやカードゲームのデザイン、ゲームブック執筆、ボードゲームの翻訳、コンピュータゲームの攻略本執筆からシナリオ作成及びデザインとその活動はゲーム業界の多岐に渡る。

## 著書
怪兵隊との共著
- 幻想世界の住人たち ISBN 978-4915146855
- 幻想世界の住人たち2 ISBN 978-4915146091
- 幻想世界の住人たち(文庫) ISBN 978-4775309414
- 幻想世界の住人たち2(文庫) ISBN 978-4775309636
- 虚空の神々 ISBN 978-4915146244
- テーブルトークRPG 五輪の書 ISBN 978-4796602709

山下武師との共著
- カイの冒険 ISBN 978-4488903091

大原広行との共著
- 風来のシレン 黄金郷アムテカに舞う花 ISBN 978-4924978447

桑原忍との共著
- 神秘の世界エルハザード「幻書伝」紅の書 ISBN 978-4812401859
- 神秘の世界 エルハザード―王立エルハザード大学 ISBN 978-4812402757
- 異次元の世界エルハザード―after festival special〈1〉ISBN 978-4789713122

F.E.A.R.との共著
- 真・女神転生RPG世紀末サバイバル・ガイド ISBN 978-4893661593

単著
- 幻獣大全(1)モンスター ISBN 978-4775302613
- 知っておきたい伝説の魔族・妖族・神族 ISBN 978-4791616077
- ゲームブック ドラゴンクエストII（上・下） [3]ISBN 978-4900527133/ISBN 978-4900527140
- トーキョーNOVAリプレイ―ふりむけば死 ISBN 978-4893662613
- 太陽の船ソルビアンカ ISBN 978-4789716154
- I/O 鏡の中の“少年”ISBN 978-4861763069
- 甲冑の乙女 ISBN 978-4757505803
- 神秘の世界エルハザード〈2〉破壊神カーリア ISBN 978-4789712767
- 神話世界の旅人たち〈ケルト・北欧篇〉ISBN 978-4796601702

## ゲーム
- 偽典・女神転生 - 企画、中間監修、シナリオ
- アナザーライフ　ネット・アドベンチャー - シナリオ
- まほろまてぃっく☆あどべんちゃー - シナリオ
- 新世紀エヴァンゲリオン 碇シンジ育成計画 - シナリオ
- ゴジラ:トレーディングバトル - ゲームデザイン
- ルパン三世 ピラミッドの賢者 - 企画仕様
- ルパン三世 魔術王の遺産 - ゲーム設定
- らぶドル 〜Lovely Idol〜 - シナリオ、中間監修
- THE 恋愛ホラーアドベンチャー 漂流少女 - シナリオ中間監修
- ガイザード・レボリューション - 移植用シナリオ監修
- Memories Off After Rain - シナリオ
- Memories Off 〜それから again〜 - 雅シナリオ
- 龍刻 RYU-KOKU - シナリオ、監修
- ハッピータロットDX - 占いテキスト
- I/O - シナリオ
- ウミショー - プロット監修
- PRISM ARK -AWAKE- - シナリオ、監修
- DISORDER6 - シナリオ